# Antônio Ribeiro Romanelli
Antônio Ribeiro Romanelli (1928,2018) foi um advogado brasileiro, professor de direito e juiz do Tribunal Regional Eleitoral de Minas Gerais (2004 - 2006). Foi reconduzido pelo presidente da República para outro biênio, cargo que ocupou até 20 de julho de 2009, quando, fartamente homenageado, se despediu da Corte Eleitoral Mineira.
É autor de várias obras, entre elas o livro Minhas Memórias do Cárcere e do Exílio – que conta suas experiências durante os anos de exílio no Chile, entre os anos de 1966 e 1970, durante a ditadura militar. É especialista em direito agrário. Durante muitos anos participou de movimentos sociais ligados ao campo e à posse da terra.
Formou-se em ciências políticas e Sociais pela Faculdade de Direito da Universidade Federal de Minas Gerais é professor de direito civil da Pontifícia Universidade Católica de Minas Gerais e da Escola Superior de Advocacia.
Como advogado e militante político presidiu e defendeu, como advogado, as Ligas Camponesas de Minas Gerais. Em razão disto, no período da ditadura militar, sofreu quatro meses de prisão e condenação pela Justiça Militar, além de nove anos de reclusão por força do Ato Institucional Nº 2 (AI-2).